# منصور بن لؤلؤ
منصور بن لؤلؤ كان حاكم إمارة حلب من 1008 حتى 1016 خلف والده لؤلؤ الكبير الذي تشارك معه الحكم.